# لوئیس آلارکون
لوئیس آلارکون (انگلیسی: Luis Alarcón؛ ‏ ۲۳ اکتبر ۱۹۲۹ – ۴ اوت ۲۰۲۳) بازیگر و کارگردان نمایش اهل شیلی بود. وی بین سال‌های ۱۹۵۱ تا ۲۰۲۳ میلادی فعالیت می‌کرد.
از فیلم‌هایی که وی در آن‌ها نقش داشته‌است، می‌توان به گل ایروپه و تیرا دل فوئگو اشاره نمود.
وی همچنین برندهٔ جوایزی همچون شیر طلایی شده‌است.